# Juho Eerola
Juho Seppo Antero Eerola (ur. 24 lutego 1975 w Kymi) – fiński polityk, poseł do Eduskunty, jeden z liderów partii Prawdziwi Finowie.

## Życiorys
W 1994 zdał egzamin maturalny w szkole średniej w Karhuli, ukończył następnie szkolenie pielęgniarskie. Pracował w różnych zawodach, m.in. jako grabarz oraz pielęgniarz, prowadził także własną działalność gospodarczą. Zaangażował się w działalność partii Prawdziwi Finowie, objął jednego z jej wiceprzewodniczących. Został wybrany na radnego miasta Kotka, a w wyborach w 2011 uzyskał mandat poselski. W tym samym roku grupa Anonymous ujawniła, że jeden z jego asystentów parlamentarnych wnioskował o członkostwo w organizacji neonazistowskiej Suomen Vastarintaliike. W 2015, 2019 i 2023 Juho Eerola z powodzeniem ubiegał się o poselską reelekcję.